# シャッフル (2011年の映画)
『シャッフル』は、日本の映画作品。2011年10月22日に劇場公開。

## 概要
2010年10月に千本桜ホールで行われた劇団スパイスガーデン第3回公演「シャッフル」を、企画・プロデュースの森谷雄と、原作・演出の及川拓郎ら自ら映画化したミステリー・サスペンス映画。映画化にあたりキャストは一新されたが、オリジナルのキャストも出演する。
キャッチコピーは「笑ってると、ダマされるぜ。」。

## ストーリー
記憶喪失のフリーター、戸辺コウヘイは謎のモニター依頼の案内状から、同様に集められた轟、堺、物部の3人とモニター担当者・神宮寺に出会い色々なモニター課題に取り組むことになる。実は彼らは銀行強盗団の一味でアクシデントにより記憶喪失になった戸辺の記憶を取り戻し所在不明の金を取り戻す計画だった。しかしそのプロジェクトに謎の人物Mr.ヤマシタが介入する。

## キャスト
- 戸辺コウヘイ（レイモンド）（記憶喪失のフリーター、金運搬担当） - 金子ノブアキ
- 轟ゲンゴロウ（エラリー）（オカルト系フリーライター、システム解除担当） - 賀来賢人
- 堺シンゴ（エド）（建設業の関西人、フロア制圧担当） - 鎌苅健太
- 物部ユウサク（大藪）（飲食店経営、逃走経路担当） - ムロツヨシ
- 神宮寺（アガサ）（モニター担当者、襲撃計画立案者） - 市川亀治郎
- 牧野カオリ - 中村ゆり
- ヨーコ - 吹田早哉佳
- ラジオDJ - 高垣彩陽 （声の出演）
- さいとうたかし - 片桐仁 （友情出演）
- 剣持直明
- 川島潤哉
- 行定刑事部長 - 光石研

## スタッフ
- 監督・脚本 - 及川拓郎
- 原作 - 「シャッフル」（劇団スパイスガーデン公演より）
- 製作 - 伊藤ナツキ、皇達也、三宅容介
- 企画・プロデュース - 森谷雄
- 撮影 - 瀬川龍（J.S.C）
- 照明 - 田部誠
- 録音 - 中山寿範
- 美術 - 古谷良和
- 装飾 - 鈴村高正
- 助監督 - 村上秀晃
- スクリプター - 松村陽子
- メイク - 清水惇子
- スタイリスト - 松本紗矢子
- スチール - 星野麻美
- 制作担当 - 木村和弘
- 劇中アニメーション制作 - 髙田瑛示
- 劇中アニメーションキャラクターデザイン - 永吉たける
- ラインプロデューサー - 須永裕之
- 音楽 - 北浦正尚
- エンディングテーマ - F:ma 「Joker Girl」
- アソシエイト・プロデューサー - 高柳利恵子、南條昭夫、山田英之
- 製作 - イトーカンパニー　ポニーキャニオン　ジャパン・コンテンツ・コンサルティング　アットムービー
- 企画・制作 - アットムービー
- 配給 - ビターズ・エンド
- 宣伝 - ミラクルヴォイス

## DVD
- シャッフル Blu-ray版（2012年3月2日、ポニーキャニオン）
- シャッフル プレミアム・エディション DVD（2012年3月2日、ポニーキャニオン）

## 舞台版
作・演出が及川拓郎、音楽がNARASAKI & WATCHMAN、企画・プロデュースが森谷雄。製作はアットムービー。
劇団スパイスガーデン第3回公演「シャッフル」
映画版の元となった。2010年11月2日から11月14日まで千本桜ホールにて上演。
キャスト
- 飯田隆裕
- 栗原寛孝
- 松尾英太郎
- 山中雄輔
- 和田成正

東京タワーエンタメ祭「シャッフル」
2011年10月28日から11月13日まで東京タワー1F特設ホールにて上演。最終二日間は観客投票によって選ばれた各配役のNO.1を集めた、スペシャルチームによる特別公演。
キャスト
| - Aチーム - 戸辺コウヘイ（レイモンド） - 栗原寛孝 - 轟ゲンゴロウ（エラリー） - 永岡卓也 - 堺シンゴ（エド） - 西村ミツアキ - 物部ユウサク（大藪） - 飯田隆裕 - 神宮寺（アガサ） - 倉貫匡弘 - Bチーム - 戸辺コウヘイ（レイモンド） -落合モトキ - 轟ゲンゴロウ（エラリー） - 松岡佑季 - 堺シンゴ（エド） - 矢崎広 - 物部ユウサク（大藪） - 宮平安春 - 神宮寺（アガサ） -松尾英太郎 | - Cチーム - 戸辺コウヘイ（レイモンド） - 齋藤ヤスカ - 轟ゲンゴロウ（エラリー） - 山中雄輔 - 堺シンゴ（エド） - 和田成正 - 物部ユウサク（大藪） - 平野靖幸 - 神宮寺（アガサ） -中村龍介 - スペシャルチーム - 戸辺コウヘイ（レイモンド） - 栗原寛孝 - 轟ゲンゴロウ（エラリー） - 永岡卓也 - 堺シンゴ（エド） - 矢崎広 - 物部ユウサク（大藪） - 飯田隆裕 - 神宮寺（アガサ） - 松尾英太郎 |